# 12686 Bezuglyj
12686 Bezuglyj è un asteroide della fascia principale. Scoperto nel 1986, presenta un'orbita caratterizzata da un semiasse maggiore pari a 2,5676939 UA e da un'eccentricità di 0,1878070, inclinata di 13,91810° rispetto all'eclittica.